# トークネット
株式会社トークネット（英: TOHKnet Co., Inc.）は、日本の電気通信事業者。東北電力グループの電力系通信事業者で、東北電力管内で電気通信事業を行っている。

## 概要
アステルブランドのPHSサービスを2004年（平成16年）12月1日に全国ローミングが停止した後も東北地区限定で続けていたが、2005年（平成17年）7月28日をもって新規受付を終了。アステル東京のサービスを提供していたYOZANが同年11月30日に音声サービスを終了したのに伴い、同サービス最後の事業者となったが、2006年（平成18年）12月20日にはアステル東北もサービスを終了した。
かつて、デジタルツーカー東北→ジェイフォン東北（現・ソフトバンク）の出資会社の一つであった。このことが、現在に至るまでソフトバンクの東北エリアに（ネットワーク上）新潟県が含まれることになった遠因とされている。
2012年（平成24年）にISDNサービスを廃止した後は、全てのサービスが法人向けとなっている。
2012年（平成24年）10月に創立20周年を迎えるにあたり、更なる企業価値と知名度の向上を図るため、新たに企業ブランド「TOHKnet」を導入した。

## 事業内容
- ネットワークソリューション
- インターネットソリューション
- クラウドソリューション
- データセンターソリューション
- オプションサービス

## 沿革
- 1992年（平成4年）10月27日 ‐ 東北インテリジェント通信株式会社設立（資本金0.75億円）。
- 1993年（平成5年）
  - 3月 - 資本金を3億円に増資。
  - 5月 - 資本金を10億円に増資（株主23社）。
  - 10月 - 第一種電気通信事業許可。
- 1994年（平成6年）
  - 4月 - 資本金を40億円に増資（株主93社）。
  - 6月 - 事業開始（専用サービス［アナログ伝送、デジタル伝送］）。
- 1996年（平成8年）
  - 2月 - 資本金を80億円に増資（株主95社）。
  - 3月 - ISDNサービス開始。
  - 11月 - 超高速デジタル伝送サービス、映像伝送サービス開始。
- 1997年（平成9年）5月 - フレームリレーサービス開始。
- 1998年（平成10年）
  - 4月 - TOCNサービス開始。
  - 10月 - ATM専用サービス開始。
  - 10月 - 専用線エコノミーサービス、高品質・広帯域映像伝送サービス開始。
- 1999年（平成11年）
  - 3月 - 資本金を100億円に増資（株主96社）。
  - 8月 - 一般建設業（電気工事業・電気通信工事業）許可。
- 2000年（平成12年）9月 - 株式会社アステル東北のPHS事業を営業譲受。
- 2001年（平成13年）
  - 3月2日 - 株式会社トークネット・サービスを設立。
  - 6月 - ADSLサービスをISP向けに提供開始。
  - 8月 - 高速イーサネット網サービス開始。
- 2002年（平成14年）
  - 8月 - 特定建設業（電気工事業・電気通信工事業）許可。
  - 11月 - 本社を移転 （藤崎大町ビル→電力ビル）。
- 2004年（平成16年）
  - 1月 - IP電話サービス開始。
  - 3月 - 東北電力の完全子会社となる。
  - 6月 - ISMS（情報セキュリティマネジメントシステム）の認証取得。
- 2006年（平成18年）12月 - PHSサービスを終了。
- 2007年（平成19年）7月 - トークネット・サービスを吸収合併。
- 2008年（平成20年）12月 - ISDNサービスの新規受付を停止。
- 2009年（平成21年）3月 - ADSLサービスを廃止。同年4月1日よりイー・アクセスが譲受[6]。
- 2010年（平成22年）4月22日 - ISDNサービスを停止[7]。
- 2012年（平成24年）3月21日 - 同年10月に設立20周年を迎えるのに先駆け、ブランディング変更を行い、コーポレートロゴを刷新[5]。
- 2023年（令和5年）4月1日 - 社名を東北インテリジェント通信株式会社から株式会社トークネットに変更[8]。

## 歴代社長
| 氏名       | 就任   | 前職                                                                                   |
| ---------- | ------ | -------------------------------------------------------------------------------------- |
| 柴田一成   | 2007年 | 東北電力 副理事土木建築部長、東北緑化環境保全 取締役社長                               |
| 佐久間洋   | 2014年 | 東北電力 上席執行役員福島支店長、東北自然エネルギー開発 取締役社長                     |
| 三浦直人   | 2018年 | 東北電力 取締役、東北インテリジェント通信 取締役（非常勤）                             |
| 齋藤恭一   | 2021年 | 東北電力 執行役員グループ戦略部門副部門長 グループ戦略部門グループ経営推進ユニット部長 |
| 紀野國文康 | 2023年 | 東北電力 情報通信部長                                                                  |